# Петров, Василий Петрович (поэт)
Васи́лий Петро́вич Петро́в (при рождении Поспе́лов; 1736, Москва — 4 [15] декабря 1799, село Троицкое, Ливенский уезд, Орловская губерния) — русский поэт, переводчик, педагог. Статский советник.

## Биография
Василий Петров родился в 1736 году в городе Москве в семье священника. Рано остался сиротой. Рос в бедности.
В 1752—1761 годах обучался в Московской Славяно-греко-латинской академии, в которую в 1761 году определен учителем.
В 1762 году был учителем синтаксимы, в 1763 году — поэзии, 1767 — риторики. Большим успехом пользовались в это время его проповеди.
В 1767 году получил дозволения носить шпагу. Дружба с Потёмкиным доставила ему в 1768 году место переводчика при кабинете императрицы. Литературная его деятельность началась сочинением двух од: на придворную карусель и по случаю избрания депутатов для сочинения проекта нового Уложения. Последняя очень понравилась Екатерине. За ними следовал ряд од Потёмкину, графу Г. Г. Орлову, графу Румянцеву, А. Г. Орлову и по поводу побед русской армии в турецкую войну.
В 1772 году Петров был отправлен в Англию, где занимался переводом «Потерянного рая» Мильтона. По возвращении назначен придворным библиотекарем императрицы Екатерины II.
В 1780 году вышел в отставку и поселился в селе Троицкое (Городилово тож) на реке Чернаве (Ливенского уезда, Орловской губернии, ныне Липецкая область), где обучал крестьянских детей. В 1780-х годах он выпустил перевод «Энеиды» Вергилия александрийскими стихами и посвятил его великому князю Павлу Петровичу. Перевод близок к подлиннику, но наполнен многочисленными славянскими и вымышленными выражениями.
В 1788 году появилась сатира «Приключения Густава III 6 июля 1788 года», написанная по поводу поражения шведского короля. До конца жизни Петров продолжал сочинять оды, например «На торжество мира» (1793), «На присоединение польских областей к России» (1793), три оды к императору Павлу I.
Отсутствие истинного вдохновения и подражание Ломоносову и другим были замечены его современниками: неодобрительно о таланте Петрова отозвались журнал «Смесь» (1769) и Новиков в своем «Словаре». Своим критикам Петров отвечал «Посланием из Лондона».
Умер в 1799 году в чине статского советника.

## Сын
Его сын Язон (или Ясон; 1780−1823) был доктором медицины, профессором Медико-хирургической академии в Санкт-Петербурге.

## Восприятие
При жизни Петров критиковался Сумароковым, Майковым, Новиковым и другими, но благодаря поддержке императрицы был популярен, хотя ещё при жизни стал считаться старомодным. Пятнадцатилетний Пушкин упоминает Петрова в «Воспоминаниях в Царском Селе»: 

Но уже в «Оде Хвостову» подражает ему явно иронически. Разбор оды Петрова Плетнёвым выглядит как попытка «возрождения памяти о нём». Белинский разгромил Петрова в первой статье из цикла «Сочинения Пушкина». «Трудно вообразить себе что-нибудь жёстче, грубее и напыщеннее дебелой лиры этого семинарского певца. Грубость вкуса и площадность выражений составляют характер даже нежных его стихотворений…»
В советском литературоведении оценки были смягчены: Гуковский отмечает талант лирика и его остроумие, проявленное в пародии на словарь Новикова. Тем не менее, советский филолог критикует «направление» Петрова и его общественную позицию. М. П. Лепёхин предположил, что поэзия Петрова была связующим звеном между Ломоносовым и Державиным. Современные оценки ещё более доброжелательны. Например, Максим Амелин заявляет, что Петров устарел не более, чем Шекспир, а орловский краевед В. Власов хвалит описание Петровым картин природы и батальных сцен.
Переводы Петрова высоко ценил М. Н. Муравьёв, написавший поэту неотправленное послание, которое М. П. Алексеев считает слишком хвалебным: по мнению филолога, Петров, скорее всего, не был даже знаком с теми произведениями английской литературы, «чтителем» которых Муравьёв называет своего адресата.